# Areguni
Areguni är ett berg i Armenien.   Det ligger i provinsen Vajots Dzor, i den centrala delen av landet, 70 kilometer sydost om huvudstaden Jerevan. Toppen på Areguni är 1 940 meter över havet.
Terrängen runt Areguni är kuperad österut, men västerut är den bergig. Närmaste större samhälle är Yeghegnadzor, 11,9 kilometer sydost om Areguni. 
Trakten runt Areguni består i huvudsak av gräsmarker. Runt Areguni är det ganska glesbefolkat, med 28 invånare per kvadratkilometer.